# Jeffrey Walker
Jeffrey Walker (* 10. Juli 1982 in Melbourne, Victoria) ist ein australischer Schauspieler und Regisseur.

## Leben
Walker wurde als mittleres von drei Kindern in Melbourne geboren. Seine ältere Schwester Donna ist Kostümdesignerin, zudem hat er noch einen jüngeren Bruder. Er wuchs in Bentleigh im australischen Bundesstaat Victoria auf.
Im Alter von sieben Jahren begann Walker seine Schauspielkarriere. Hauptsächlich war er in Jugendserien zu sehen. Seine bekanntesten Hauptrollen sind die des Brett Bates in Ocean Girl und die des Wayne Wilson in Wayne Wilson – Mittendrin und voll daneben. 1997 wurde er für diese Rolle mit einem Young Actor’s Award, der vom Australian Film Institute vergeben wurde, ausgezeichnet.
Bereits im Teenageralter wollte Walker einen Beruf hinter der Kamera erlernen. Zunächst wollte er Kameramann werden, entschied sich aber nach Probearbeiten gegen diesen Beruf und für das Regieführen. Sein mit 15 Jahren gedrehter Kurzfilm Tea Party Animals bestärkte seinen Wunsch nur noch mehr. Nach seinem Schulabschluss am Sandringham College bekam er von der Jonathan M. Shiff Productions Pty. Ltd., mit der er zuvor auch schon bei Ocean Girl und Thunderstone – Die Rückkehr der Tiere zusammengearbeitet hatte, ein Praktikum in Produktion und Regieführen angeboten. Nachdem er dort ein 1 1/2-jähriges Praktikum absolviert hatte, entschloss er sich, bei der Fernsehserie Nachbarn um ein Praktikum zu bitten. Dort wurde er ebenfalls angenommen, und schließlich mündete dieses Praktikum in das erste offizielle Engagement als Regisseur des damals erst 20-jährigen Walker. Walker trat außerdem in dem Videoclip zu der Single Something’s Gotta Give vom John Butler Trio auf.
Walker ist mit Brooke Harmon verheiratet, die er bereits bei den Dreharbeiten zu Wayne Wilson – Mittendrin und voll daneben kennenlernte. Die beiden haben einen gemeinsamen Sohn (* 2013).

## Filmografie (Auswahl)

### Als Schauspieler
- 1989: Die fliegenden Ärzte (The Flying Doctors) (Fernsehserie, Episode 5x25)
- 1991: Proof – Der Beweis (Proof)
- 1992: Good Vibrations (Fernsehminiserie, unbekannte Anzahl)
- 1993: Twist total – Eine australische Familie legt los (Round the Twist, Fernsehserie, 19 Episoden)
- 1993: Police Rescue – Gefährlicher Einsatz (Police Rescue, Fernsehserie, Episode 3x07)
- 1994: Quer durch die Galaxie und dann links (Halfway Across the Galaxy and Turn Left, Fernsehserie, 28 Episoden)
- 1994–1997: Ocean Girl (Fernsehserie, 78 Episoden)
- 1995: Mirror, Mirror (Fernsehserie, 20 Episoden)
- 1996–1997: Wayne Wilson – Mittendrin und voll daneben (The Wayne Manifesto, Fernsehserie, 26 Episoden)
- 1996–1997: Blue Heelers (Fernsehserie, 3 Episoden)
- 1998: The Silver Brumby (Stimme)
- 1999–2000: Thunderstone – Die Rückkehr der Tiere (Thunderstone, Fernsehserie, 51 Episoden)
- 2007: Spy Shop (Fernsehserie, 10 Episoden)

### Als Regisseur
- 2003–2004: Nachbarn (Neighbours, Fernsehserie, 30 Episoden)
- 2004: Fergus McPhail (Fernsehserie, 1 Episode)
- 2004: Blue Heelers (Fernsehserie, 2 Episoden)
- 2005: Home and Away (Fernsehserie, 3 Episoden)
- 2005: Last Man Standing (Fernsehserie, 2 Episoden)
- 2005: Holly’s Heroes (Fernsehserie, 2 Episoden)
- 2005–2006: All Saints (Fernsehserie, 2 Episoden)
- 2006–2010: H2O – Plötzlich Meerjungfrau (H2O: Just Add Water, Fernsehserie, 38 Episoden)
- 2007–2008: City Homicide (Fernsehserie, 4 Episoden)
- 2008: Elephant Princess (Fernsehserie, Episode 1x01)
- 2010: Dance Academy – Tanz deinen Traum! (Dance Academy, Fernsehserie, 8 Episoden)
- 2010: Not Available (Fernsehfilm)
- 2010–2012: Rake (Fernsehserie, 4 Episoden)
- 2011: Small Time Gangster (Fernsehserie, 8 Episoden)
- 2011: Angry Boys (Fernsehserie, 12 Episoden)
- 2011: Wild Boys (Fernsehserie, 2 Episoden)
- 2012: Apartment 23 (Don’t Trust the B---- in Apartment 23, Fernsehserie, 2 Episoden)
- 2012: Jack Irish: Bad Debts (Fernsehfilm)
- 2012: Jack Irish: Black Tide (Fernsehfilm)
- 2013: Zach Stone Is Gonna Be Famous (Fernsehserie, 3 Episoden)
- 2013–2019: Modern Family (Fernsehserie, 9 Episoden)
- 2015: Banished (Fernsehserie, 4 Episoden)
- 2015–2017: Difficult People (Fernsehserie, 26 Episoden)
- 2017: Dance Academy – Das Comeback (Dance Academy: The Movie)
- 2017: Ali’s Wedding
- 2018: Riot (Fernsehfilm)
- 2019: Lambs of God (Miniserie, 4 Episoden)
- 2021–2022: Young Rock (Fernsehserie, 15 Episoden)
- 2023: The Artful Dodger (Fernsehserie, 4 Episoden)
- 2023: The Portable Door
- 2025: Apple Cider Vinegar (Fernsehserie)